# Бусман, Августа
Магдале́на Маргари́та Авгу́ста Бу́сман (нем. Magdalena Margaretha Auguste Bußmann; 1 января 1791 — 17 апреля 1832, Франкфурт-на-Майне) — вторая супруга Клеменса Брентано. Старшая сводная сестра писательницы Мари Агу.

## Биография
Мать Августы Бусман Мария Элизабет происходила из семьи франкфуртских банкиров Бетманов. Отец Августы банкир Иоганн Якоб Бусман умер спустя год после рождения дочери. Опекуном стал дядя Августы Симон Мориц фон Бетман. Мать Августы вышла замуж во второй раз за Александра Виктора Франсуа де Флавиньи. В этой семье родилась писательница Мари Агу, будущая мать Козимы Вагнер.
В июле 1807 года влюблённая 16-летняя Августа сбежала с овдовевшим писателем Клеменсом Брентано. Сначала беглецы нашли пристанище в Касселе, обвенчались 21 августа 1807 года во Фрицларском соборе. Вскоре между супругами возникли серьёзные противоречия. Совместная жизнь не представлялась возможной, и супруги вскоре стали жить отдельно. С большими сложностями официальный развод был получен в 1814 году. Семья Августы поставила её перед выбором: либо уйти в монастырь, либо выйти замуж вновь. 30 марта 1817 года Августа вышла замуж за Иоганна Августа Эрмана. У Августы родилось четверо детей, по её собственному признанию не у всех у них отцом был её супруг. 17 апреля 1832 года Августа Бусман утонула в Майне.
Переписка между Августой Бусман и Клеменсом Брентано была опубликована Хансом Магнусом Энценсбергером под названием «Реквием по романтической женщине».